# Condado de Grant (Virgínia Ocidental)
O Condado de Grant é um dos 55 condados do estado norte-americano da Virgínia Ocidental. A sede do condado é Petersburg, que é também a sua maior cidade. O condado tem uma área de 1243 km² (dos quais 8 km² estão cobertos por água), uma população de 11 299 habitantes, e uma densidade populacional de 9 hab/km² (segundo o censo nacional de 2000). O condado foi fundado em 1866 e recebeu o seu nome em homenagem a Ulysses S. Grant (1822-1885), o 18.º presidente dos Estados Unidos (1869–1877).